# I Avgí
I Avgí (en grec: Η Αυγή, que significa «L'albada») és un diari publicat a Atenes, Grècia. S'anomena el «diari del matí de l'Esquerra» i està afiliat políticament amb la Coalició de l'Esquerra Radical i Sinaspismós.
Va ser editat per primera vegada el 1952. Durant el període de mandat de la Dictadura dels Coronels de set anys (1967-1974), el diari va deixar de publicar-se, i es va restablir després de la nova instauració de la democràcia.